# پورنوگرافی جعل عمیق

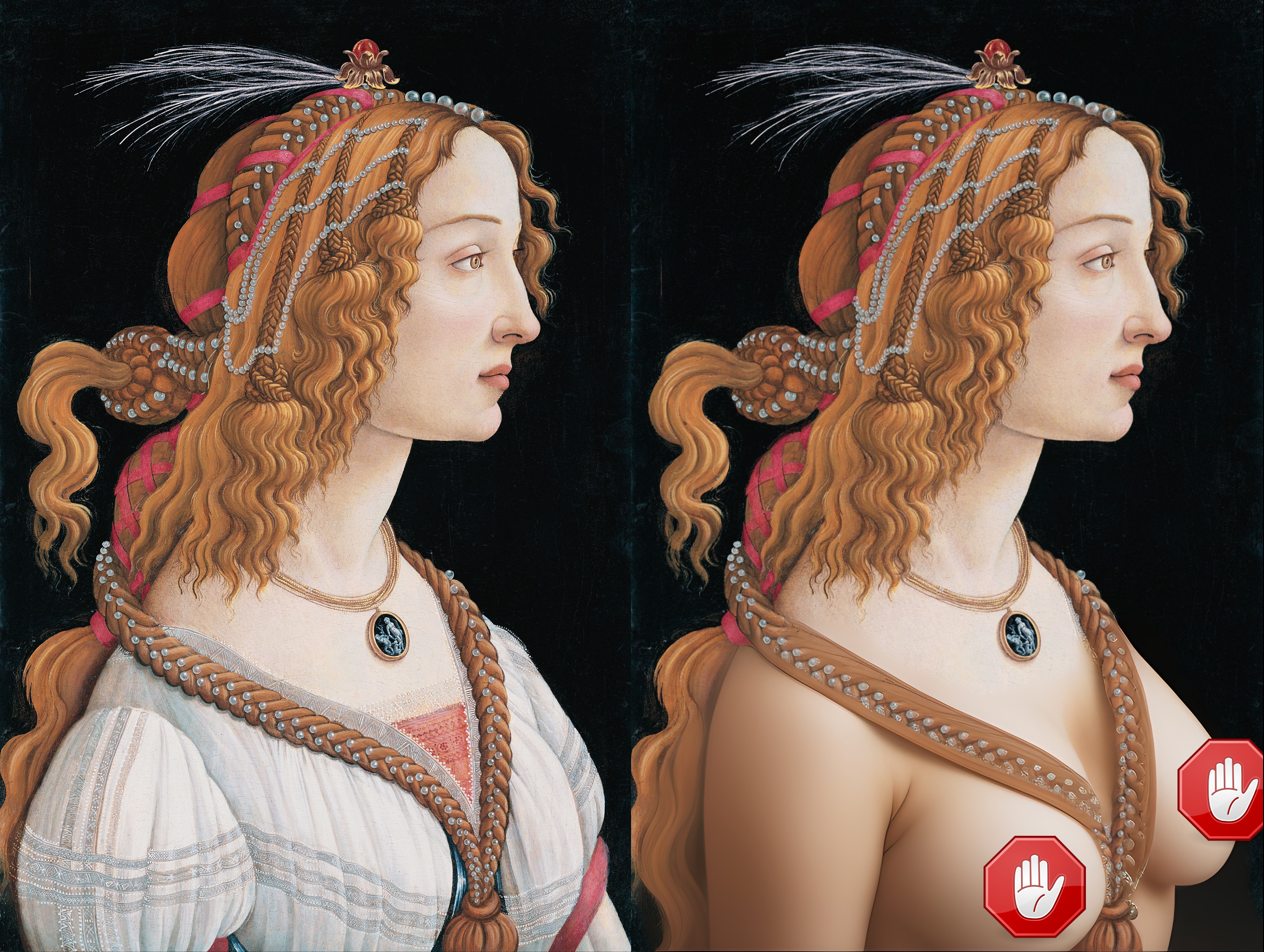
Simonetta Vespucci (1453-1476). در نقاشی ساندرو بوتیچلی (1480) در سمت چپ ("اصلی") و تصویر ویرایش شده با یک وب سرویس nudify در سمت راست. فایل File:Dialog-stop-hand.svg دو بار روی فایل ویرایش شده با هوش مصنوعی قرار گرفت. خطا: در ناحیه شانه چپ می بینید که لباس به طور کامل گرفته نمی شود. علاوه بر این، دو قیطان که در قسمت جلویی از قسمت جلو می رود توسط نرم افزار تغییر یافته است. موهایی که از پشت می ریزند نیز اضافه شد. اگر به نتیجه نگاه کنید، می بینید که سرویس Nudify استفاده شده سعی می کند تا جایی که ممکن است منطقه را به درستی پر کند. در این مورد خاص، مسیر احتمالی شانه و بالای بازو در سمت راست به طور قانع‌کننده‌ای شناسایی نشد و بازوی سمت چپ به این صورت شناخته نشد. در هسته خود، این یک سرویس Nudify نیست، بلکه یک منطقه مشخص شده را پر می کند.

پورنوگرافی جعل عمیق یا دیپ‌فیک، (به انگلیسی: Deepfake pornography) یا به سادگی پورنوگرافی جعلی، یک نوع پورنوگرافی مصنوعی است که از طریق دستکاری محتوای پورنوگرافی موجود و اعمال فناوری جعل عمیق روی چهره بازیگران ساخته می‌شود. استفاده از پورن جعل عمیق به دلیل ساخت و اشتراک‌گذاری ویدیوهای واقع‌گرایانه‌ای که افراد بدون رضایت در آن‌ها حضور دارند، معمولاً سلبریتی‌های زن، جنجال‌برانگیز شده‌است و گاهی برای پورن انتقام جویانه استفاده می‌شود. تلاش‌هایی در جهت مقابله با این نگرانی‌های اخلاقی از طریق قانون‌گذاری و راه‌حل‌های مبتنی بر فناوری انجام شده‌است.

## تاریخچه
اصطلاح «دیپ‌فیک» برای اولین بار در سال ۲۰۱۷ در یک انجمن ردیت ایجاد شد، کاربران، ویدیوهای پورنوگرافی دستکاری‌شده‌ای را که با استفاده از الگوریتم‌های یادگیری ماشین ساخته شده بودند، به اشتراک گذاشتند. این واژه ترکیبی از کلمه «یادگیری عمیق» (deep learning)، که به برنامه‌ای اشاره دارد که برای ساخت ویدیوها استفاده می‌شود، و کلمه «جعلی» (fake)، به معنای اینکه ویدیوها واقعی نیستند، می‌باشد.
پورن دیپ‌فیک یا جعل عمیق ابتدا در مقیاس کوچک فردی و با استفاده از ترکیبی از الگوریتم‌های یادگیری ماشین، تکنیک‌های بینایی کامپیوتری و نرم‌افزار هوش مصنوعی ساخته شد. این فرایند با جمع‌آوری مقدار زیادی مواد اولیه (شامل تصاویر و ویدیوها) از چهره فرد شروع شد، سپس با استفاده از یک مدل یادگیری عمیق یک شبکهٔ زایای دشمن‌گونه (GAN) آموزش داده شد تا ویدیوی جعلی‌ای ایجاد کند که به‌طور قانع‌کننده‌ای چهره مورد نظر را با چهره یک بازیگر پورن عوض می‌کند. با این حال، فرایند تولید از سال ۲۰۱۸ با ظهور چندین برنامه عمومی که تا حد زیادی این فرایند را خودکار کرده‌اند، به‌طور قابل توجهی تکامل یافته‌است.